# Memecylon cordatum
Memecylon cordatum är en tvåhjärtbladig växtart som beskrevs av Jean-Baptiste de Lamarck. Memecylon cordatum ingår i släktet Memecylon och familjen Melastomataceae. Inga underarter finns listade i Catalogue of Life.